# Gumbel (Familie)
Die Familie Gumbel stammt von einem im 18. Jahrhundert in der jüdischen Gemeinde Stein am Kocher belegten Abraham Gumbel (1791–1851), Gastwirt Zum schwarzen Adler, und seiner Frau Henriette, geb. Stiefel (1797–1881) ab. Abrahams Söhne Moses (später: Max) und Isaak waren die Begründer einer Bankiersfamilie, die über mehrere Generation im Bankengeschäft tätig war. So gründete Abraham Gumbel (1852–1930), Sohn des Heilbronner Bankiers Isaak Gumbel, in den Jahren 1909/10 den Heilbronner Bankverein (den Vorläufer der heutigen Volksbank Heilbronn). Der deutsch-jüdische Mathematiker und politische Publizist Emil Julius Gumbel (1891–1966) – Sohn des Münchner Bankiers Hermann Gumbel – war ein Enkel des Heilbronner Bankiers Isaak Gumbel. Das jüngste Kind des Heilbronner Bankiers Max Gumbel war Siegfried Gumbel (1874–1942), der Rechtsanwalt in Heilbronn und 1936 Präsident des Israelitischen Oberrats in Stuttgart wurde.

## Geschichte

### GastwirtZum schwarzen Adlerund Familie in Stein a. K.

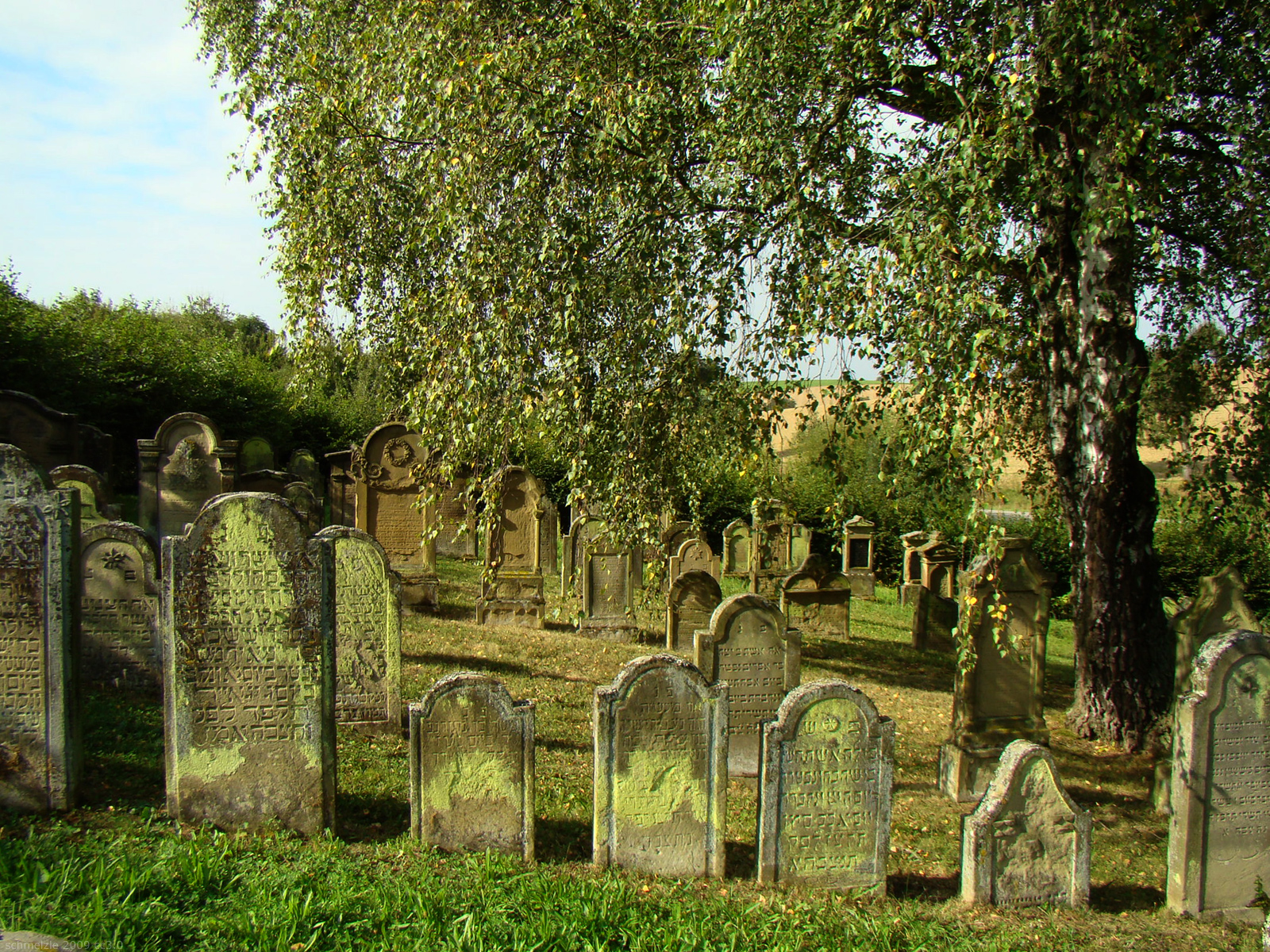
Die Familie stammt von Stein a. K. ab, hier der Judenfriedhof

Die Geschichte der Familie Gumbel in Stein am Kocher ging erstmals auf zwei Schwestern zurück, die zunächst nach Stein a.K. kamen. Die ältere Sara Gumbel blieb ledig (1760–25. März 1832, Stein), die jüngere Regina (Rahel)Gumbel (1768) heiratete Nathan Abraham Sternheimer, starb aber schon am 29. Dezember 1811 in Stein. Ihr Neffe, der Stammvater der Heilbronner Bankiersfamilie Gumbel, Abraham Gumbel, Sohn von Kaufmann Gumbel und Regina (Rahel), kam auch nach Stein a.K. und heiratete 1821 dort Henriette Stiefel, Tochter von Hirsch Löw Stiefel (1752–20. Januar 1824) und Hindel (1763–22. Juni 1834 in Stein). Abraham Gumbel war zuerst Handelsmann, ab 1838 Adlerwirt. Abrahams Frau Henriette hat von 1821 bis 1839 dreizehn Kinder geboren, von denen nur sechs das Erwachsenenalter erreicht haben. Abrahams ältester Sohn war Isaak Gumbel, der am 4. Juni 1851 Güta Stern aus Sontheim heiratete. Bald darauf, am 31. Juli 1851 starb der Vater. Sein Besitz geht zur Hälfte an seine Witwe, je 1/12 an die 6 überlebenden Kinder. Zuerst betrieb Abrahms Witwe die Wirtschaft Zum schwarzen Adler weiter, dann war der Sohn Hermann ab 1866 Besitzer der Adlerwirtschaft. 1871 verkaufte Hermann Gumbel das Anwesen an die Gemeinde Stein a. K. Im Rahmen der Emanzipationsgesetze ab 1860 verließen alle sechs Kinder den Ort, um in die Städte zu ziehen. Moses/Max Gumbel und Isaak Gumbel haben vermutlich schon ab 1858 in Heilbronn Wechselgeschäfte gemacht, zuerst hat sich Moses als einzelner um das Heilbronner Bürgerrecht beworben. Danach bewarb sich Isaak Gumbel mit seiner Frau und 7 Kindern im Jahr 1861 um das Bürgerrecht. Rosa Gumbel heiratet Samuel Oppenheimer aus Walldürn und zog mit ihm zu ihren Geschwistern nach Heilbronn. Joseph Gumbel zog nach seiner Heirat nach Sinsheim, während Hermann Gumbel nach dem Verkauf des Anwesens mit seiner Frau zu seinen Geschwistern nach Heilbronn zog.

### Bankgeschäfte der Familie in Heilbronn (1860–1933)
Von 1860 bis 1879 bestand das Bankgeschäft Gebrüder Gumbel in der Kramstraße 54, Teilhaber waren Abrahams Söhne Moses (später:Max) und Isaak Gumbel. Als beide Söhne heirateten und selbst Kinder bekamen, teilte sich im Jahre 1880 das Bankgeschäft auf.
Es entstand das Bank- und Wechselgeschäft Gumbel-Kiefe das von 1880 bis 1917 bestand, Inhaber war Max (Moses) Gumbel. Ab 1899 waren Inhaber Max und dessen Sohn Wilhelm Gumbel, ab 1905 kam als Inhaber Gottfried, ein anderer Sohn von Max Gumbel hinzu.
Das Bank- und Wechselgeschäft Gumbel-Kiefe ging 1918 in die Bank für Handel und Industrie (Darmstädter Bank) Niederlassung Heilbronn, Kaiserstraße 25 auf. Das sog. Geschäftshaus am Barbarino-Eck an der Kaiserstraße 25 wurde 1898 von dem Kaufmann Victor Alfred Schneider nach Plänen der Architekten Ernst Walter und Karl Luckscheiter im Stil des Eklektizismus erbaut. So wechseln sich Formelemente des französischen Neo-Barock (Turmhelm) mit denen der italienischen Neo-Renaissance (Portal) ab. 1918 wurde das Gebäude von der Bank für Handel und Industrie Darmstadt, Niederlassung Heilbronn erworben. In das Geschäft war der Zweig der Gumbel-Kiefe’schen Bankunternehmungen – eine Filiale der bekannten Heilbronner Bankiers-Familie Gumbel – eingegangen. Das Unternehmen bestand bis 1933.
Isaak Gumbel gründete nach der Abspaltung das Bank- und Wechselgeschäft Gumbel am Markt (1880–1906), dessen Inhaber Isaak war. Ab 1889 kam als Inhaber dessen Sohn Abraham Gumbel und als Prokurist dessen Frau Elise Gumbel, geborene Aaron hinzu.
Das Bank- und Wechselgeschäft Gumbel am Markt ging 1908 in die Stahl und Federer AG, Filiale Heilbronn, vormals I.Gumbel am Markt, auf. Diese dauerte jedoch nur bis 1914.
Abraham Gumbel (1852–1930), Sohn des Heilbronner Bankiers Isaak Gumbel, in den Jahren 1909/10 den Heilbronner Bankverein – den Vorläufer der heutigen Volksbank Heilbronn. Geschäftsführer war Abraham Gumbel, Prokurist Otto Igersheimer, Julius Mattil, Marktplatz 2, ab 1917 Kaiserstraße 34.
| | | | | 1860–1879 Bankgeschäft Gebrüder Gumbel Kramstraße 54 Teilhaber: Isaak Gumbel Max (Moses) Gumbel                                                                                   | |  |  | | | | | | | | | | | | | | |  |  |  |  |  |  |  |  |  |  |  |  |
| | | | | | |  |  | | | | | | | | | | | | | | |  |  |  |  |  |  |  |  |  |  |  |  |
| | | | | | |  |  | | | | | | | | | | | | | | |  |  |  |  |  |  |  |  |  |  |  |  |
| 1880–1917 Bank- und Wechselgeschäft GUMBEL-KIEFE ab 1880 Inhaber: Max(Moses) Gumbel ab 1899:Inhaber Moses und Wilhelm Gumbel ab 1905 Inhaber: Moses, Wilhelm und Gottfried Gumbel | 1880–1917 Bank- und Wechselgeschäft GUMBEL-KIEFE ab 1880 Inhaber: Max(Moses) Gumbel ab 1899:Inhaber Moses und Wilhelm Gumbel ab 1905 Inhaber: Moses, Wilhelm und Gottfried Gumbel | 1880–1917 Bank- und Wechselgeschäft GUMBEL-KIEFE ab 1880 Inhaber: Max(Moses) Gumbel ab 1899:Inhaber Moses und Wilhelm Gumbel ab 1905 Inhaber: Moses, Wilhelm und Gottfried Gumbel | 1880–1917 Bank- und Wechselgeschäft GUMBEL-KIEFE ab 1880 Inhaber: Max(Moses) Gumbel ab 1899:Inhaber Moses und Wilhelm Gumbel ab 1905 Inhaber: Moses, Wilhelm und Gottfried Gumbel | 1880–1917 Bank- und Wechselgeschäft GUMBEL-KIEFE ab 1880 Inhaber: Max(Moses) Gumbel ab 1899:Inhaber Moses und Wilhelm Gumbel ab 1905 Inhaber: Moses, Wilhelm und Gottfried Gumbel | 1880–1917 Bank- und Wechselgeschäft GUMBEL-KIEFE ab 1880 Inhaber: Max(Moses) Gumbel ab 1899:Inhaber Moses und Wilhelm Gumbel ab 1905 Inhaber: Moses, Wilhelm und Gottfried Gumbel |  |  | | | | | Bank- und Wechselgeschäft Gumbel am Markt Inhaber: Isaak Gumbel ab 1889: Inhaber: Abraham Gumbel Prokurist: Elise Gumbel, geb. Aron | Bank- und Wechselgeschäft Gumbel am Markt Inhaber: Isaak Gumbel ab 1889: Inhaber: Abraham Gumbel Prokurist: Elise Gumbel, geb. Aron | Bank- und Wechselgeschäft Gumbel am Markt Inhaber: Isaak Gumbel ab 1889: Inhaber: Abraham Gumbel Prokurist: Elise Gumbel, geb. Aron | Bank- und Wechselgeschäft Gumbel am Markt Inhaber: Isaak Gumbel ab 1889: Inhaber: Abraham Gumbel Prokurist: Elise Gumbel, geb. Aron | Bank- und Wechselgeschäft Gumbel am Markt Inhaber: Isaak Gumbel ab 1889: Inhaber: Abraham Gumbel Prokurist: Elise Gumbel, geb. Aron                                                                 | Bank- und Wechselgeschäft Gumbel am Markt Inhaber: Isaak Gumbel ab 1889: Inhaber: Abraham Gumbel Prokurist: Elise Gumbel, geb. Aron                                                                 | | | | |  |  |  |  |  |  |  |  |  |  |  |  |
| 1880–1917 Bank- und Wechselgeschäft GUMBEL-KIEFE ab 1880 Inhaber: Max(Moses) Gumbel ab 1899:Inhaber Moses und Wilhelm Gumbel ab 1905 Inhaber: Moses, Wilhelm und Gottfried Gumbel | 1880–1917 Bank- und Wechselgeschäft GUMBEL-KIEFE ab 1880 Inhaber: Max(Moses) Gumbel ab 1899:Inhaber Moses und Wilhelm Gumbel ab 1905 Inhaber: Moses, Wilhelm und Gottfried Gumbel | 1880–1917 Bank- und Wechselgeschäft GUMBEL-KIEFE ab 1880 Inhaber: Max(Moses) Gumbel ab 1899:Inhaber Moses und Wilhelm Gumbel ab 1905 Inhaber: Moses, Wilhelm und Gottfried Gumbel | 1880–1917 Bank- und Wechselgeschäft GUMBEL-KIEFE ab 1880 Inhaber: Max(Moses) Gumbel ab 1899:Inhaber Moses und Wilhelm Gumbel ab 1905 Inhaber: Moses, Wilhelm und Gottfried Gumbel | 1880–1917 Bank- und Wechselgeschäft GUMBEL-KIEFE ab 1880 Inhaber: Max(Moses) Gumbel ab 1899:Inhaber Moses und Wilhelm Gumbel ab 1905 Inhaber: Moses, Wilhelm und Gottfried Gumbel | 1880–1917 Bank- und Wechselgeschäft GUMBEL-KIEFE ab 1880 Inhaber: Max(Moses) Gumbel ab 1899:Inhaber Moses und Wilhelm Gumbel ab 1905 Inhaber: Moses, Wilhelm und Gottfried Gumbel |  |  | | | | | Bank- und Wechselgeschäft Gumbel am Markt Inhaber: Isaak Gumbel ab 1889: Inhaber: Abraham Gumbel Prokurist: Elise Gumbel, geb. Aron | Bank- und Wechselgeschäft Gumbel am Markt Inhaber: Isaak Gumbel ab 1889: Inhaber: Abraham Gumbel Prokurist: Elise Gumbel, geb. Aron | Bank- und Wechselgeschäft Gumbel am Markt Inhaber: Isaak Gumbel ab 1889: Inhaber: Abraham Gumbel Prokurist: Elise Gumbel, geb. Aron | Bank- und Wechselgeschäft Gumbel am Markt Inhaber: Isaak Gumbel ab 1889: Inhaber: Abraham Gumbel Prokurist: Elise Gumbel, geb. Aron | Bank- und Wechselgeschäft Gumbel am Markt Inhaber: Isaak Gumbel ab 1889: Inhaber: Abraham Gumbel Prokurist: Elise Gumbel, geb. Aron                                                                 | Bank- und Wechselgeschäft Gumbel am Markt Inhaber: Isaak Gumbel ab 1889: Inhaber: Abraham Gumbel Prokurist: Elise Gumbel, geb. Aron                                                                 | | | | |  |  |  |  |  |  |  |  |  |  |  |  |
| | | | | | |  |  | | | | | | | | | | | | | | |  |  |  |  |  |  |  |  |  |  |  |  |
| 1918–1933 Bank für Handel und Industrie Darmstädter Bank Niederlassung Heilbronn Frankfurter Bankhaus Rothschild Eckhaus Kaiserstraße 25                                          | 1918–1933 Bank für Handel und Industrie Darmstädter Bank Niederlassung Heilbronn Frankfurter Bankhaus Rothschild Eckhaus Kaiserstraße 25                                          | 1918–1933 Bank für Handel und Industrie Darmstädter Bank Niederlassung Heilbronn Frankfurter Bankhaus Rothschild Eckhaus Kaiserstraße 25                                          | 1918–1933 Bank für Handel und Industrie Darmstädter Bank Niederlassung Heilbronn Frankfurter Bankhaus Rothschild Eckhaus Kaiserstraße 25                                          | 1918–1933 Bank für Handel und Industrie Darmstädter Bank Niederlassung Heilbronn Frankfurter Bankhaus Rothschild Eckhaus Kaiserstraße 25                                          | 1918–1933 Bank für Handel und Industrie Darmstädter Bank Niederlassung Heilbronn Frankfurter Bankhaus Rothschild Eckhaus Kaiserstraße 25                                          |  |  | 1908–1914 Stahl und Federer AG Filiale HN vorm. I. Gumbel am Markt Filialleiter: Abraham Gumbel Prokurist: Otto Igersheimer | 1908–1914 Stahl und Federer AG Filiale HN vorm. I. Gumbel am Markt Filialleiter: Abraham Gumbel Prokurist: Otto Igersheimer | 1908–1914 Stahl und Federer AG Filiale HN vorm. I. Gumbel am Markt Filialleiter: Abraham Gumbel Prokurist: Otto Igersheimer | 1908–1914 Stahl und Federer AG Filiale HN vorm. I. Gumbel am Markt Filialleiter: Abraham Gumbel Prokurist: Otto Igersheimer | 1908–1914 Stahl und Federer AG Filiale HN vorm. I. Gumbel am Markt Filialleiter: Abraham Gumbel Prokurist: Otto Igersheimer         | 1908–1914 Stahl und Federer AG Filiale HN vorm. I. Gumbel am Markt Filialleiter: Abraham Gumbel Prokurist: Otto Igersheimer         | | | ab 1909 Heilbronner Bankverein m.b.H. (heute: Volksbank Heilbronn) Geschäftsführer: Abraham Gumbel Prokurist: Otto Igersheimer Dr.jur.Julius Mattil ab 1909: Marktplatz 2 ab 1917: Kaiserstraße 34. | ab 1909 Heilbronner Bankverein m.b.H. (heute: Volksbank Heilbronn) Geschäftsführer: Abraham Gumbel Prokurist: Otto Igersheimer Dr.jur.Julius Mattil ab 1909: Marktplatz 2 ab 1917: Kaiserstraße 34. | ab 1909 Heilbronner Bankverein m.b.H. (heute: Volksbank Heilbronn) Geschäftsführer: Abraham Gumbel Prokurist: Otto Igersheimer Dr.jur.Julius Mattil ab 1909: Marktplatz 2 ab 1917: Kaiserstraße 34. | ab 1909 Heilbronner Bankverein m.b.H. (heute: Volksbank Heilbronn) Geschäftsführer: Abraham Gumbel Prokurist: Otto Igersheimer Dr.jur.Julius Mattil ab 1909: Marktplatz 2 ab 1917: Kaiserstraße 34. | ab 1909 Heilbronner Bankverein m.b.H. (heute: Volksbank Heilbronn) Geschäftsführer: Abraham Gumbel Prokurist: Otto Igersheimer Dr.jur.Julius Mattil ab 1909: Marktplatz 2 ab 1917: Kaiserstraße 34. | ab 1909 Heilbronner Bankverein m.b.H. (heute: Volksbank Heilbronn) Geschäftsführer: Abraham Gumbel Prokurist: Otto Igersheimer Dr.jur.Julius Mattil ab 1909: Marktplatz 2 ab 1917: Kaiserstraße 34. |  |  |  |  |  |  |  |  |  |  |  |  |

### Akademiker der Familie
Rechtsanwalt Siegmund Gumbel (1867–1942) wurde als Sohn des Heilbronner Bankiers Isaak Gumbels in Heilbronn geboren. Er wurde 1898 als Rechtsanwalt beim Landgericht Heilbronn zugelassen, 1913 zog er nach Stuttgart. Dort erhielt er im Jahre 1914 die Zulassung als Anwalt, und 1926 erfolgte seine Bestellung zum öffentlichen Notar. Die Zulassung wurde am 30. November 1938 zurückgenommen, Juni 1939 wanderte Siegmund Gumbel aus und verstarb am 22. Dezember 1942 in London.
Walter Gumbel – Sohn des Juristen Siegmund Gumbel und Enkel des Heilbronner Bankiers Isaak Gumbel – wurde 1903 in Heilbronn geboren. 1929 erhielt er die Zulassung als Rechtsanwalt in Stuttgart und arbeitete zusammen mit seinem Vater in der Anwaltskanzlei. Am 1. September 1933 wurde die Zulassung zurückgenommen, August 1933 wanderte er nach England aus. Im Mai 1935 konnte er als Barrister at Law in London wieder als Rechtsanwalt arbeiten. Sein Sohn Nicky Gumbel (* 1955) wird vor allem mit den Alpha-Kursen in Verbindung gebracht.
Siegfried Gumbel (1874–1942), das jüngste Kind des Heilbronner Bankiers Max Gumbel, wurde Rechtsanwalt in Heilbronn und in der Zeit der Verfolgung 1936 Präsident des Israelitischen Oberrats in Stuttgart.
Siegfried Gumbels Sohn Erich Gumbel wurde in Israel Psychoanalytiker. Sein Bruder Otto Gumbel (Abrahm Guivol) war Diplom-Ingenieur und erstellte ein Gutachten zu Heilbronns Stellung im Reichsbahnnetz:

„Im folgenden soll untersucht werden, an welchen günstigsten internationalen Verbindungsstrecken Heilbronn gelegen ist, für welche Strecken also D-Zugverkehr in Frage kommt, und es soll ferner der Versuch untermommen werden, ein ergänzendes Eilzugssystem mit dem Mittelpunkt Heilbronn zu entwickeln … Gewisse Stuttgarter Kreise waren kurzsichtig genug, einen Halt dieses Zuges in Heilbronn zu hintertreiben, dem die Reichsbahnhauptverwaltung in Berlin nicht abgeneigt war … Durch einen Zughalt in Heilbronn (110.000 Einwohner) ließ sich für das Südstück mühelos eine Verdoppelung des Zwischenortsverkehrs erzielen …Es wird wohl niemand erstlich glauben, daß die zahlungskräftigen Fabrikanten und Großkaufleute, die mit möglichst geringem Zeitverlust nach Berlin oder Leipzig wollen, 50 km. südwärts fahren um mit dem FD-Zug diesselbe Strecke nochmals rückwärts zu durchfahren, die Reichsbahn kommt hierbei nicht nur um den Sonderzuschlag, sie wird manchen Kraftwagenbesitzer dazu verleiten, im eigenen Wagen sein Ziel zu erreichen. Es gibt keinen Fall mehr im ganzen Reich, daß eine Stadt durchfahren wird, deren Verkehrsbevölkerung über 100.000 beträgt(der Nachweis, daß Groß-Heilbronn 113.000 Einwohner zählt wird mit Angabe der Verkehrsbeziehungen demächst erbracht)… Es wird daher die Forderung erhoben, die ohnehin über Heilbronn verkehrenden FD-Züge 11 und 12 mit einem Halt zu versehen und ganzjährig zu führen. Erst dann kann von einer ausreichenden Verkehrsbedingung der großen Nordsüdstrecke gesprochen werden, erst dann dürfte die Besetzung und die Wirtschaftlichkeit des Zugs seine dauernde Beibehaltung rechtfertigen, die heute sehr fragwürdig ist.“

Ein anderer Akademiker der Familie war der deutsch-jüdische Mathematiker und politische Publizist Emil Julius Gumbel (1891–1966) – Sohn des Münchner Bankiers Hermann Gumbel – er war ein Enkel des Heilbronner Bankiers Isaak Gumbel.

### Emigration
- Nach Palästina emigrierten:
  - Otto Gumbel (Abrahm Guivol) (* 1905) mit Ehefrau Adele und 3 Kindern über Frankreich.
  - Erich Gumbel, Psychoanalytiker (* 1908) über Schweiz und Italien.
  - Siegmund Gumbel, Fabrikant HN und Sinsheim (1873–1953) und Ehefrau Mina geb. Pappenheimer mit dem gemeinsamen Sohn Heinz David (1906–1992), Silberschmied nach Jerusalem.
  - Eugen und Hedwig Adler (* 1892, Düsseldorf-1965)

### Deportation
- KZ Riga:
  - Anna Gumbel (1890–1941)
- KZ Theresienstadt:
  - Clothilde Schlesinger, geb. Gumbel (1862–1942)
  - Dora Löwenberg, geb. Gumbel (1862–1942)
  - Emma Gumbel, geb. Hirsch (1862–1942)
  - Gottfried Gumbel und seine Frau Selma, geb. Frank (1862–1942)
- KZ Dachau:
  - Siegfried Gumbel (1874–1942)

## Stammbaum
Abraham Gumbel (* 7. Juli 1791 in Stein am Kocher; † 31. Juli 1851 in Stein am Kocher) ⚭(6. Februar 1821) Henriette Stiefel (* März 1797 in Stein;† 17. Februar 1881 in Heilbronn) Es wurden 13 Kinder geboren, wovon nur 6 das Erwachsenenalter erreichten: So Isaak, Hermann, Joseph, Rosa, Max und Hannchen.
1. Kaufmann Gumbel (* 23. Dezember 1821 in Stein a. K.; † 10. März 1836 in Stein a. K.)
2. Löw Abraham Gumbel (* 19. November 1822 in Stein a. K.; † 30. November 1822 in Stein a. K.)
3. Isaak Gumbel (* 15. Dezember 1823 in Stein a. K.; † 15. Januar 1891 in Heilbronn)⚭ Güta, geborene Stern (* 15. Januar 1829, † 16. September 1897 in Heilbronn)[10] Sie hatten elf Kinder.
  1. Gustav Gumbel, (* 1851 in Heilbronn; † ?)
  2. Abraham Gumbel, Bankier, Kriegsforscher und Pazifist (* 21. Oktober 1852 in Stein am Kocher; † 25. Dezember 1930 in Heilbronn) ⚭ Elise, geborene Aron (* 26. Dezember 1868 in Freudental; † 1938 in Heilbronn)
    1. Anna Gumbel, (* 3. Januar 1890 in Heilbronn; † 1. Dezember 1941 KZ Riga)[11]
    2. Hans Gumbel, Bankgehilfe (* 1891 in Heilbronn)
    3. Max Gumbel, Soldat (* 2. Juli 1893 in Heilbronn; † 24. August 1914 in der Schlacht von Sedan)[12]

  3. Lazarus Louis Gumbel (* 1854)
  4. Julie Gumbel (* 1855)
  5. Hermann Gumbel (* 1857; † 1916 in München) ⚭(1889) Flora, geborene Gumbel (* 1869 Bruchsal; † 1916 in München)
    1. Emil Julius Gumbel (* 1891 in München; † 1966 in New York) ⚭ Marie Louise (Marie Luise), geborene Czettritz (* 9. August 1892 Hau (Clewe); † 1952 in New York City)
      1. Harold Gumbel (* 1921; † 2016), Quelle: Buch Harold Gumbel (2019), ed. Lexuri Fernandez, Matthias Scherer, Annette Vogt, Edition Hentrich & Hentrich (hier auch Informationen zu Marie Luise (Marie Louise) Czettritz, verh. und gesch. Solscher, verh. Gumbel)

    2. Paul Robert Gumbel (* 1894; † 1915 gefallen)
    3. Helene Gumbel (* 1902; † 18. Februar 1998 Kadima (Israel))[13]

  6. Max Gumbel (* 1858)
  7. Carl Gumbel (* 1860 in Stein am Kocher)
  8. Leopold Gumbel (* 1863 in Heilbronn)
  9. Clothilde Gumbel-Schlesinger (* 1864 in Heilbronn; † 1942 im KZ Theresienstadt)
  10. Siegmund Gumbel; Rechtsanwalt, (* 8. September 1867 in Heilbronn; † 22. Dezember 1942 in Heilbronn), 1939 Emigration nach England.
  11. Dora Gumbel-Löwenberg (* 1873 in Heilbronn; † 1942 im KZ Theresienstadt)
4. Regina Gumbel (* 20. Februar 1825 in Stein am Kocher; † 26. Januar 1836)
5. Hirsch Abraham Gumbel (später: Hermann) (* 20. November 1826 in Stein am Kocher; † 1906 in Heilbronn) ⚭ Hannchen, geb. Wertheimer (* 1824 in Rohrbach; † 1898 in Heilbronn)
6. Maier Gumbel (später:Joseph Mayer Gumbel) (* 17. März 1827 in Stein a. K.; † 1915 in Sinsheim) ⚭ Marie, geborene Steinhardt. Sie hatten zusammen zwölf Kinder.
  1. Ferdinand Gumbel, 3. Kind
  2. Regina Gumbel-Loewenstein, 5. Kind
  3. Sigmund Gumbel, 9. Kind.[14] Der Kaufmann Sigmund (Siegmund) Gumbel hatte zwei Söhne (Bruno 30. Oktober 1905 – 1. Mai 1939) und Heinz (10. Oktober 1906 – 4. November 1992). Heinz arbeitete vom 4. Juni 1923 bis 24. Dezember 1924 bei der Fa. Bruckmann.
  4. Anna Gumbel-Brauer 12.Kind (?)
7. totgeborener Knabe († 8. Februar 1830)
8. Rosa Gumbel (* 23. Januar 1831 in Stein am Kocher) ⚭ Samuel Oppenheimer aus Walldürn, später wohnhaft in Heilbronn
9. Karl Gumbel (* 27. Juni 1833 in Stein am Kocher; † 13. August 1833 in Stein am Kocher)
10. Moses Gumbel (* 11. Dezember 1834 in Stein am Kocher; † 12. Dezember 1834 in Stein am Kocher)
11. Moses (Max) Gumbel (* 5. Dezember 1836 in Stein am Kocher; † 11. Oktober 1923 in Heilbronn) ⚭ Lina Kiefe (* 16. März 1841 in Baisingen; † 9. November 1922 in Heilbronn). Er hatte sieben Kinder.
  1. Rosa Gumbel-Freundlich, (* 1866 in Heilbronn; † 1905 in Heilbronn)
    1. Else Freundlich-Levison; (* 1888 in Heilbronn; † 1947 in England)
    2. Hedwig Freundlich; (* 1892 in Heilbronn; † 1965 in Israel) ⚭ Eugen Adler
      1. Hilde Adler; (* 1921 in Israel)
      2. Elfriede Adler; (* 1922 in Israel)
      3. Margot Adler; (* 1924 in Israel)

  2. Adolph Max Gumbel, (* 31. Oktober 1868 in Heilbronn; † 27. Januar 1934 in Heilbronn)
  3. Wilhelm Gumbel, Bankier, (* 31. Oktober 1868 in Heilbronn; † 27. Januar 1934 in Heilbronn)[12] ⚭ Emma, geborene Hirsch (* 6. Juli 1874 in Ulm, † 22. Juni 1942 im KZ Theresienstadt)[15]
    1. Stefan Gumbel; (* 1898 in Heilbronn; † 1902 in Heilbronn)

  4. Hugo Gumbel, (* 2. Juni 1870 in Heilbronn; † 17. November 1885 in Heilbronn)
  5. Stefanie Gumbel-Moos, (* 1871 in Heilbronn; † 1898 in Ulm)
    1. Irene Moos; (* 1894 in Heilbronn; † 1918 in Heilbronn)
    2. Stefanie Moos; (* 1898 in Heilbronn; † ?)

  6. Gottfried Gumbel, Bankier, (* 12. März 1873 in Heilbronn; † 23. Mai 1943 im KZ Theresienstadt) ⚭ Selma, geborene Frank (* 21. März 1882 in Horb, † 14. Juni 1944 im KZ Theresienstadt)[12]
  7. Siegfried Gumbel, Rechtsanwalt, (* 22. September 1874 in Heilbronn; † 27. Januar 1942 im KZ Dachau) ⚭ Ida, geborene Rosenthal (* 27. Februar 1883 in Heilbronn, † 4. Oktober 1936 in Heilbronn)
    1. Otto Gumbel (=Abraham Guivol); Diplomingenieur (* 25. November 1905 in Heilbronn; † in Israel) ⚭ Adele
      1. Gabriele Guivol; (* 1929 in Dresden)
      2. Micha Jonathan Guivol; (* 1930 in Heilbronn)
      3. Daniel Guivol ; (* 1936 in Frankreich)

    2. Erich Gumbel; Psychoanalytiker (* 7. August 1908 in Heilbronn; † 1994 in Jerusalem) ⚭ (1938) Lidia, geborene Deutsch (* 1912 in Frankfurt am Main; † ?)
12. Lazarus Gumbel (* 17. April 1838 in Stein am Kocher; † 20. Mai 1838 in Stein am Kocher)
13. Hindel (Hannchen) Gumbel (* 17. Oktober 1839 in Stein am Kocher; † ?) ⚭ Philipp Höchheimer von Mergentheim